# Cilla
Cilla é uma minissérie britânica de 2014 escrita por Jeff Pope sobre o início da carreira de Cilla Black. Foi transmitido em três partes na ITV, com Sheridan Smith interpretando o papel de protagonista. No elenco também estão John Henshaw, Melanie Hill e Daniel Pirrie.

## Sinopse
O início da carreira da cantora e atriz Cilla Black (Sheridan Smith), quando ainda era uma jovem desconhecida em Liverpool. Desde sua ascensão em diversas aparições em clubes amadores até o sucesso nas rádios durante as décadas de 80 e 90, a série também acompanha suas grandes paixões.

## Elenco
| Personagem            | Episódio 1         | Episódio 2         | Episódio 3       |              |
| --------------------- | ------------------ | ------------------ | ---------------- | ------------ |
| Johnny Hutchinson     | Danny Burns        | Danny Burns        |                  |              |
| John Lennon           | Jack Farthing      |                    | Jack Farthing    |              |
| Rose                  | Debbie Brannan     | Debbie Brannan     | Debbie Brannan   |              |
| Trevor                | Shaun Mason        | Shaun Mason        |                  |              |
| Priscilla Blythen     | Melanie Hill       | Melanie Hill       | Melanie Hill     |              |
| Paul McCartney        | Kevin Mains        |                    | Kevin Mains      |              |
| Cilla Black           | Sheridan Smith     | Sheridan Smith     | Sheridan Smith   |              |
| John White Sr.        | John Henshaw       | John Henshaw       | John Henshaw     |              |
| George Martin         |                    | Elliot Cowan       | Elliot Cowan     | Elliot Cowan |
| Rory Storm            | Jamie Muscato      | Jamie Muscato      |                  |              |
| Robert Willis Sr.     | Andrew Schofield   | Andrew Schofield   | Andrew Schofield |              |
| Adrian Barber         | Jordan Luke Gage   | Jordan Luke Gage   |                  |              |
| Pat                   | Tara Wells         | Tara Wells         |                  |              |
| Vera                  | Kate Fitzgerald    | Kate Fitzgerald    |                  |              |
| Brian Epstein         | Ed Stoppard        | Ed Stoppard        | Ed Stoppard      |              |
| Teddy                 |                    | Tommy McDonnell    | Tommy McDonnell  |              |
| Degsy                 | James Nelson-Joyce | James Nelson-Joyce |                  |              |
| Ringo Starr           | Tom Dunlea         |                    | Tom Dunlea       |              |
| Kenny                 | Kent Riley         | Kent Riley         | Kent Riley       |              |
| Jean                  | Samantha Robinson  | Samantha Robinson  |                  |              |
| George Harrison       | Michael Hawkins    |                    | Michael Hawkins  |              |
| Robert Willis Jr.     | Aneurin Barnard    | Aneurin Barnard    | Aneurin Barnard  |              |
| Ted "Kingsize" Taylor | Nic Greensheilds   | Nic Greensheilds   |                  |              |

## Recepção
Sam Wollaston, escrevendo para o The Guardian, disse que "Cilla é assistível com Sheridan Smith, que faz uma performance extraordinária, ela soa tão bem que é difícil para o espectador não esquecer que eles não estão realmente assistindo a uma jovem Cilla Black" Ellen E Jones, do The Independent, achou que "Sheridan Smith encarnar perfeitamente a jovem Cilla (...) ambas artistas talentosas cuja personalidades disfarça uma ambição inabalável e durona". Christopher Stevens, do Daily Mail, disse que "Smith é uma atriz que pode fazer tudo - comédia, drama e musical, tudo ao mesmo tempo".

## Prêmios e indicações
| Ano  | Prêmio                     | Categoria                   | Indicação      | Resutado |
| ---- | -------------------------- | --------------------------- | -------------- | -------- |
| 2015 | BAFTA TV Award             | Melhor Minissérie           | Cilla          | Indicado |
| 2015 | BAFTA TV Award             | Melhor Atriz                | Sheridan Smith | Indicado |
| 2015 | Emmy Internacional         | Melhor Atriz                | Sheridan Smith | Indicado |
| 2015 | National Television Awards | Melhor Performance em Drama | Sheridan Smith | Venceu   |
| 2015 | National Television Awards | Melhor Drama Popular        | Cilla          | Indicado |